# Campionati mondiali di sci alpino 2019 - Slalom speciale femminile
Lo slalom speciale femminile ai campionati mondiali di sci alpino 2019 si è svolto il 16 febbraio 2019 ad Åre, in Svezia: la gara è stata vinta da Mikaela Shiffrin.

## Podio
| Pos. | Atleta             | Nazione     |
| ---- | ------------------ | ----------- |
|      | Mikaela Shiffrin   | Stati Uniti |
|      | Anna Swenn Larsson | Svezia      |
|      | Petra Vlhová       | Slovacchia  |

## Dati tecnici
- Data: sabato 16 febbraio 2019
- Ora: 11.00 - 14.30 (UTC+1)

## Risultati
| Pos. | Pettorale | Atleta                          | Nazionalità          | 1a manche | Pos. | 2a manche | Pos. | Tempo   | Ritardo  |
| ---- | --------- | ------------------------------- | -------------------- | --------- | ---- | --------- | ---- | ------- | -------- |
| 1    | 2         | Mikaela Shiffrin                | Stati Uniti          | 57.23     | 3    | 59.82     | 1    | 1:57.05 |          |
| 2    | 4         | Anna Swenn Larsson              | Svezia               | 57.19     | 2    | 1:00.44   | 2    | 1:57.63 | + 0.58   |
| 3    | 6         | Petra Vlhová                    | Slovacchia           | 57.54     | 5    | 1:00.54   | 3    | 1:58.08 | + 1.03   |
| 4    | 1         | Katharina Liensberger           | Austria              | 57.35     | 4    | 1:01.13   | 7    | 1:58.48 | + 1.43   |
| 5    | 7         | Frida Hansdotter                | Svezia               | 57.64     | 6    | 1:01.80   | 17   | 1:59.44 | + 2.39   |
| 6    | 8         | Laurence St-Germain             | Canada               | 58.60     | 8    | 1:01.05   | 4    | 1:59.65 | + 2.60   |
| 7    | 19        | Katharina Huber                 | Austria              | 58.66     | 9    | 1:01.19   | 8    | 1:59.85 | + 2.80   |
| 8    | 10        | Katharina Truppe                | Austria              | 58.93     | 10   | 1:01.05   | 4    | 1:59.98 | + 2.93   |
| 9    | 5         | Bernadette Schild               | Austria              | 59.20     | 12   | 1:01.26   | 9    | 2:00.46 | + 3.41   |
| 10   | 11        | Erin Mielzynski                 | Canada               | 58.99     | 11   | 1:01.60   | 12   | 2:00.59 | + 3.54   |
| 11   | 18        | Lena Dürr                       | Germania             | 59.83     | 15   | 1:01.47   | 11   | 2:01.30 | + 4.25   |
| 12   | 16        | Roni Remme                      | Canada               | 59.36     | 13   | 1:02.02   | 19   | 2:01.38 | + 4.33   |
| 13   | 9         | Nastasia Noens                  | Francia              | 59.91     | 16   | 1:01.62   | 13   | 2:01.53 | + 4.48   |
| 14   | 25        | Charlotta Säfvenberg            | Svezia               | 1:00.21   | 18   | 1:01.98   | 18   | 2:02.19 | + 5.14   |
| 15   | 17        | Aline Danioth                   | Svizzera             | 1:00.15   | 17   | 1:02.07   | 21   | 2:02.22 | + 5.17   |
| 16   | 24        | Maren Skjøld                    | Norvegia             | 1:00.87   | 23   | 1:01.40   | 10   | 2:02.27 | + 5.22   |
| 17   | 3         | Wendy Holdener                  | Svizzera             | 57.08     | 1    | 1:05.23   | 32   | 2:02.31 | + 5.26   |
| 18   | 21        | Paula Moltzan                   | Stati Uniti          | 1:00.46   | 21   | 1:02.05   | 20   | 2:02.51 | + 5.46   |
| 19   | 39        | Adriana Jelínková               | Paesi Bassi          | 1:01.45   | 25   | 1:01.07   | 6    | 2:02.52 | + 5.47   |
| 20   | 14        | Chiara Costazza                 | Italia               | 1:00.36   | 20   | 1:02.37   | 22   | 2:02.73 | + 5.68   |
| 21   | 36        | Gabriela Capová                 | Rep. Ceca            | 1:00.60   | 22   | 1:02.45   | 23   | 2:03.05 | + 6.00   |
| 22   | 43        | Amelia Smart                    | Canada               | 1:01.58   | 28   | 1:01.76   | 16   | 2:03.34 | + 6.29   |
| 23   | 34        | Mireia Gutiérrez                | Andorra              | 1:01.70   | 29   | 1:01.67   | 15   | 2:03.37 | + 6.32   |
| 24   | 42        | Charlie Guest                   | Regno Unito          | 1:01.82   | 30   | 1:01.63   | 14   | 2:03.45 | + 6.40   |
| 25   | 38        | Maria Shkanova                  | Bielorussia          | 1:01.52   | 27   | 1:02.51   | 24   | 2:04.03 | + 6.98   |
| 26   | 45        | Ekaterina Tkachenko             | Russia               | 1:02.64   | 33   | 1:02.52   | 25   | 2:05.16 | +8.11    |
| 27   | 23        | Maruša Ferk                     | Slovenia             | 1:02.09   | 31   | 1:03.81   | 28   | 2:05.90 | +8.85    |
| 28   | 49        | Nevena Ignjatović               | Serbia               | 1:02.94   | 36   | 1:03.09   | 27   | 2:06.03 | +8.98    |
| 29   | 37        | Kristine Gjelsten Haugen        | Norvegia             | 1:02.28   | 32   | 1:04.55   | 30   | 2:06.83 | +9.78    |
| 30   | 47        | Andrea Komšić                   | Croazia              | 1:04.00   | 39   | 1:03.06   | 26   | 2:07.06 | +10.01   |
| 31   | 30        | Nella Korpio                    | Finlandia            | 1:02.91   | 35   | 1:04.28   | 29   | 2:07.19 | +10.14   |
| 32   | 55        | Kim Vanreusel                   | Belgio               | 1:03.76   | 38   | 1:04.69   | 31   | 2:08.45 | +11.40   |
| 33   | 46        | Ksenia Alopina                  | Russia               | 1:03.19   | 37   | 1:05.29   | 33   | 2:08.48 | +11.43   |
| 34   | 41        | Nina O'Brien                    | Stati Uniti          | 1:01.45   | 25   | 1:08.22   | 34   | 2:09.67 | + 12.62  |
| 35   | 57        | Freydís Halla Einarsdóttir      | Islanda              | 1:05.64   | 40   | 1:09.29   | 35   | 2:14.93 | +17.88   |
| 36   | 60        | Nuunu Chemnitz Berthelsen       | Danimarca            | 1:08.13   | 44   | 1:09.87   | 36   | 2:18.00 | +20.95   |
| 37   | 63        | Vanina Guerillot                | Portogallo           | 1:07.82   | 43   | 1:10.64   | 39   | 2:18.46 | +21.41   |
| 38   | 67        | María Finnbogadóttir            | Islanda              | 1:08.82   | 45   | 1:10.06   | 37   | 2:18.88 | +21.83   |
| 39   | 65        | Andrea Björk Birkisdóttir       | Islanda              | 1:09.55   | 48   | 1:10.36   | 38   | 2:19.91 | +22.86   |
| 40   | 62        | Mialitiana Clerc                | Madagascar           | 1:08.96   | 46   | 1:11.29   | 41   | 2:20.25 | +23.20   |
| 41   | 68        | Anastasija Šepilenko            | Ucraina              | 1:09.22   | 47   | 1:11.33   | 42   | 2:20.55 | +23.50   |
| 42   | 69        | Ieva Januškevičiūtė             | Lituania             | 1:09.62   | 49   | 1:11.25   | 40   | 2:20.87 | +23.82   |
| 43   | 64        | Tess Arbez                      | Irlanda              | 1:11.57   | 50   | 1:13.35   | 43   | 2:24.92 | +27.87   |
| 44   | 80        | Katalin Dorultán                | Ungheria             | 1:12.23   | 51   | 1:14.28   | 44   | 2:26.51 | +29.46   |
| 45   | 74        | Sophia Ralli                    | Grecia               | 1:12.89   | 52   | 1:14.83   | 45   | 2:27.72 | +30.67   |
| 46   | 85        | Atefeh Ahmadi                   | Iran                 | 1:15.35   | 53   | 1:16.66   | 47   | 2:32.01 | +34.96   |
| 47   | 84        | Mimi Maroty                     | Ungheria             | 1:16.96   | 54   | 1:16.54   | 46   | 2:33.50 | +36.45   |
| 48   | 82        | Forough Abbasi                  | Iran                 | 1:20.79   | 55   | 1:19.28   | 48   | 2:40.07 | +43.02   |
| 49   | 90        | Jackie Chamoun                  | Libano               | 1:23.31   | 58   | 1:21.11   | 49   | 2:44.42 | +47.37   |
| 50   | 94        | Sara Zeidan                     | Libano               | 1:22.71   | 57   | 1:22.80   | 50   | 2:45.51 | +48.46   |
| 51   | 96        | Adea Kollqaku                   | Kosovo               | 1:37.36   | 59   | 1:33.31   | 51   | 3:10.67 | +1:13.62 |
| 52   | 97        | Celine Marti                    | Haiti                | 1:46.28   | 60   | 1:47.71   | 52   | 3:33.99 | +1:36.94 |
| —    | 56        | Marjolein Decroix               | Belgio               | 1:06.08   | 42   | DNF       | DNF  | DNF     | DNF      |
| —    | 54        | Lelde Gasūna                    | Lettonia             | 1:05.95   | 41   | DNF       | DNF  | DNF     | DNF      |
| —    | 28        | Lara Della Mea                  | Italia               | 1:01.14   | 24   | DNF       | DNF  | DNF     | DNF      |
| —    | 26        | Ana Bucik                       | Slovenia             | 1:00.25   | 19   | DNF       | DNF  | DNF     | DNF      |
| —    | 15        | Christina Geiger                | Germania             | 58.59     | 7    | DNF       | DNF  | DNF     | DNF      |
| —    | 12        | Kristin Lysdahl                 | Norvegia             | 59.51     | 14   | DNF       | DNF  | DNF     | DNF      |
| —    | 87        | Marjan Kalhor                   | Iran                 | 1:22.41   | 56   | DNS       | DNS  | DNS     | DNS      |
| —    | 33        | Martina Dubovská                | Rep. Ceca            | 1:02.80   | 34   | DNS       | DNS  | DNS     | DNS      |
| —    | 13        | Irene Curtoni                   | Italia               | DNF       | DNF  | DNF       | DNF  | DNF     | DNF      |
| —    | 20        | Mina Fürst Holtmann             | Norvegia             | DNF       | DNF  | DNF       | DNF  | DNF     | DNF      |
| —    | 27        | Ylva Stålnacke                  | Svezia               | DNF       | DNF  | DNF       | DNF  | DNF     | DNF      |
| —    | 29        | Elena Stoffel                   | Svizzera             | DNF       | DNF  | DNF       | DNF  | DNF     | DNF      |
| —    | 31        | Josephine Forni                 | Francia              | DNF       | DNF  | DNF       | DNF  | DNF     | DNF      |
| —    | 32        | Marlene Schmotz                 | Germania             | DNF       | DNF  | DNF       | DNF  | DNF     | DNF      |
| —    | 35        | Sakurako Mukogawa               | Giappone             | DNF       | DNF  | DNF       | DNF  | DNF     | DNF      |
| —    | 40        | Neja Dvornik                    | Slovenia             | DNF       | DNF  | DNF       | DNF  | DNF     | DNF      |
| —    | 44        | Anastasia Gornostaeva           | Russia               | DNF       | DNF  | DNF       | DNF  | DNF     | DNF      |
| —    | 48        | Piera Hudson                    | Nuova Zelanda        | DNF       | DNF  | DNF       | DNF  | DNF     | DNF      |
| —    | 50        | Riikka Honkanen                 | Finlandia            | DNF       | DNF  | DNF       | DNF  | DNF     | DNF      |
| —    | 51        | Nuria Pau                       | Spagna               | DNF       | DNF  | DNF       | DNF  | DNF     | DNF      |
| —    | 52        | Erika Pykäläinen                | Finlandia            | DNF       | DNF  | DNF       | DNF  | DNF     | DNF      |
| —    | 53        | Agnese Āboltiņa                 | Lettonia             | DNF       | DNF  | DNF       | DNF  | DNF     | DNF      |
| —    | 58        | Evelīna Gasūna                  | Lettonia             | DNF       | DNF  | DNF       | DNF  | DNF     | DNF      |
| —    | 59        | Liene Bondare                   | Lettonia             | DNF       | DNF  | DNF       | DNF  | DNF     | DNF      |
| —    | 61        | Nino Tsiklauri                  | Georgia              | DNF       | DNF  | DNF       | DNF  | DNF     | DNF      |
| —    | 66        | Hólmfríður Dóra Friðgeirsdóttir | Islanda              | DNF       | DNF  | DNF       | DNF  | DNF     | DNF      |
| —    | 70        | Olha Knysh                      | Ucraina              | DNF       | DNF  | DNF       | DNF  | DNF     | DNF      |
| —    | 71        | Victoria Bolješić               | Serbia               | DNF       | DNF  | DNF       | DNF  | DNF     | DNF      |
| —    | 72        | Kong Fanying                    | Cina                 | DNF       | DNF  | DNF       | DNF  | DNF     | DNF      |
| —    | 75        | Maja Tadić                      | Bosnia ed Erzegovina | DNF       | DNF  | DNF       | DNF  | DNF     | DNF      |
| —    | 76        | Šejla Merdanović                | Bosnia ed Erzegovina | DNF       | DNF  | DNF       | DNF  | DNF     | DNF      |
| —    | 77        | Petra Veljković                 | Serbia               | DNF       | DNF  | DNF       | DNF  | DNF     | DNF      |
| —    | 78        | Ornella Oettl Reyes             | Perù                 | DNF       | DNF  | DNF       | DNF  | DNF     | DNF      |
| —    | 79        | Ni Yueming                      | Cina                 | DNF       | DNF  | DNF       | DNF  | DNF     | DNF      |
| —    | 81        | Zhu Tianhui                     | Cina                 | DNF       | DNF  | DNF       | DNF  | DNF     | DNF      |
| —    | 83        | Mariya Grigorova                | Kazakistan           | DNF       | DNF  | DNF       | DNF  | DNF     | DNF      |
| —    | 86        | Aristi Kyritsi                  | Grecia               | DNF       | DNF  | DNF       | DNF  | DNF     | DNF      |
| —    | 88        | Anastasia Mantsiou              | Grecia               | DNF       | DNF  | DNF       | DNF  | DNF     | DNF      |
| —    | 89        | Sadaf Saveh-Shemshaki           | Iran                 | DNF       | DNF  | DNF       | DNF  | DNF     | DNF      |
| —    | 91        | Silouani Kostits                | Grecia               | DNF       | DNF  | DNF       | DNF  | DNF     | DNF      |
| —    | 92        | Andriani Pieri                  | Cipro                | DNF       | DNF  | DNF       | DNF  | DNF     | DNF      |
| —    | 95        | Fiona Rusta                     | Kosovo               | DNF       | DNF  | DNF       | DNF  | DNF     | DNF      |
| —    | 22        | Meta Hrovat                     | Slovenia             | DSQ       | DSQ  | DSQ       | DSQ  | DSQ     | DSQ      |
| —    | 73        | Élise Pellegrin                 | Malta                | DSQ       | DSQ  | DSQ       | DSQ  | DSQ     | DSQ      |
| —    | 93        | Carlie Iskandar                 | Libano               | DSQ       | DSQ  | DSQ       | DSQ  | DSQ     | DSQ      |